# 纤细委陵菜
纤细委陵菜（学名：Potentilla gracillima）为蔷薇科委陵菜属的植物，为中国的特有植物。分布于中国大陆的西藏等地，生长于海拔4,200米的地区，多生长在高山草甸，目前尚未由人工引种栽培。